# Hoplophthiracarus maritimus
Hoplophthiracarus maritimus är en kvalsterart som först beskrevs av C. och C., jr. Pérez-Íñigo 1996.  Hoplophthiracarus maritimus ingår i släktet Hoplophthiracarus och familjen Phthiracaridae. Inga underarter finns listade i Catalogue of Life.